# Thomas Alexandre Dumas
Thomas Alexandre Dumas eller Thomas Alexandre Davy de la Pailleterie, född 25 mars 1762 i Jérémie på Haiti, död 26 februari 1806 i Villers-Cotterêts i Aisne, var en fransk general. Han var far till Alexandre Dumas d.ä.
Dumas var utomäktenskaplig son till en fransk adelsman och en slavinna på Haiti. Han kom 1786 i krigstjänst men kunde först efter franska revolutionen göra sig gällande. Han var en jätte i storlek och krafter, och utmärkte sig så att han 1793 inom loppet av två månader blev både generalmajor och generallöjtnant. 1796-97 tjänade han under Napoleon Bonaparte i Italien och följde honom sedan till Egypten. Här blev han sjuk och inskeppade sig till Frankrike men måste söka nödhamn i Tarent och hölls av Neapels styrelse i fängelse under två år och levde sedan som privatman.